# Tempestade tropical Higos (2008)
A tempestade tropical Higos (designação internacional: 0817; designação do JTWC: 21W; designação filipina: Tempestade tropical Pablo) foi um ciclone tropical que afetou as Filipinas e o sul da China durante o final de setembro e o início de outubro de 2008. Sendo o décimo sétimo ciclone tropical dotado de nome da temporada de tufões no Pacífico de 2008, Higos formou-se de uma área de perturbações meteorológicas a sudeste de Yap em 29 de setembro. Seguindo para oeste e sob condições meteorológicas favoráveis , o sistema se tornou a tempestade tropical Higos durante as primeiras horas da madrugada (UTC) de 30 de setembro. Mais tarde naquele dia, a tempestade atingiu as Filipinas durante o seu pico de intensidade, com ventos de até 85 km/h, segundo o Joint Typhoon Warning Center (JTWC), ou 75 km/h, segundo a Agência Meteorológica do Japão (AMJ). A partir de então, Higos começou a se enfraquecer devido aos efeitos da interação com terra. Mesmo seguindo para o Mar da China Meridional em 1 de outubro, Higos não foi capaz de se intensificar devido aos efeitos do forte cisalhamento do vento. Após atingir o sul da China em 3 de outubro, Higos começou a se enfraquecer rapidamente e, em 4 de outubro, tanto a AMJ quanto o JTWC emitiram seus avisos finais sobre o sistema.
Higos não causou danos extensivos nas Filipinas ou na China. Em ambos os países, apenas os sistemas de transporte aéreos e terrestres ficaram paralisados durante a passagem do sistema. Há apenas relatos de pequenos incidentes associados à tempestade. Nenhum dano sério ou fatalidade foi registrada devido aos efeitos de Higos nas Filipinas e na China, incluindo Hong Kong e Macau.

## História da tempestade

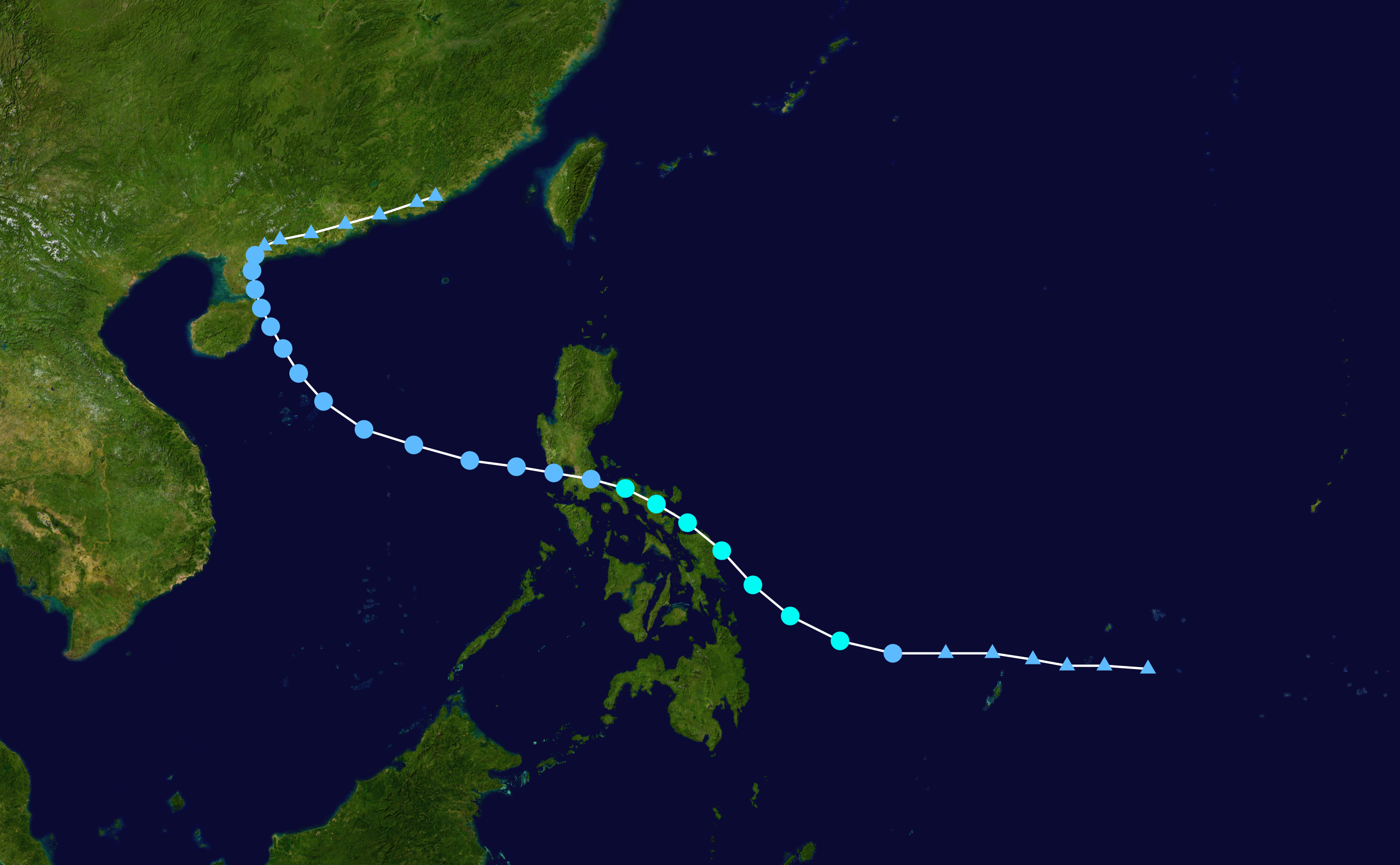
O caminho de Higos

Higos formou-se a partir de uma área de perturbações meteorológicas localizada a sudeste de Yap, Estados Federados da Micronésia, que começou a mostrar sinais de organização em 27 de setembro. Inicialmente, apenas uma pequena e fraca circulação ciclônica de baixos níveis estava presente no sistema, o que limitava seu desenvolvendo mesmo estando numa área com condições meteorológicas favoráveis, tais como o baixo cisalhamento do vento e as águas quentes oceânicas. No entanto, no dia seguinte, a perturbação começou a se consolidar rapidamente. Com isso, o Joint Typhoon Warning Center (JTWC) emitiu um Alerta de Formação de Ciclone Tropical (AFCT), que significava que o sistema poderia se tornar um ciclone tropical significativo dentro de um período de 24 horas. Durante a meia-noite (UTC) de 29 de setembro, a AMJ considerou a perturbação como uma fraca depressão tropical. O sistema continuou a se consolidar, e o JTWC classificou o sistema para a depressão tropical "21W" naquela manhã.
Ao mesmo tempo, a Administração de Serviços Atmosféricos, Geofísicos e Astronômicos das Filipinas (PAGASA), a agência filipina responsável pela meteorologia no país, também classificou o sistema para uma depressão tropical, e lhe atribuiu o nome filipino de "Pablo". Continuando a se intensificar, o sistema se tornou uma tempestade, segundo o JTWC, durante a tarde (UTC) daquele dia. Mesmo com o JTWC classificando o sistema como uma tempestade tropical, a AMJ classificou o sistema apenas para uma depressão tropical plena durante o início da noite (UTC). Apenas à meia-noite de 30 de setembro, a AMJ classificou o sistema para uma tempestade tropical, atribuindo-lhe o nome Higos, que foi submetido à lista de nomes dos tufões pelos Estados Unidos, e é uma palavra espanhola para "figos", palavra também utilizada pelos chamorros habitantes das Ilhas Marianas do Norte. Naquele momento, Higos já tinha alcançado o seu pico de intensidade, com ventos máximos sustentados de 85 km/h, segundo o JTWC, ou 75 km/h, segundo a AMJ.
A tendência de intensificação de Higos foi bloqueada pelo aumento do cisalhamento do vento e pela interação de sua circulação ciclônica de baixos níveis com as ilhas do leste das Filipinas. Seguindo para oeste através da periferia de uma alta subtropical localizada ao seu norte, Higos fez landfall na ilha de Samar, Filipinas, por volta das 09:00 (UTC) de 30 de setembro. A partir de então, Higos começou a seguir lentamente para nordeste, acompanhando as ilhas do leste filipino. A tempestade manteve sua intensidade por cerca de 24 horas, apesar da interação com terra. Finalmente, durante a noite (UTC) de 30 de setembro, Higos começou a sucumbir devido aos efeitos da interação com terra assim que passava pelos terrenos montanhosos do sul da ilha de Luzon. A circulação ciclônica de baixos níveis de Higos ficou bastante desorganizada após passar por Luzon e alcançar o Mar da China Meridional. Com isso, o centro ciclônico se reformou mais a leste do antigo centro ciclônico. Higos não foi capaz de voltar a se intensificar devido ao forte cisalhamento do vento que atuava sobre a região. Com isso, durante a noite (UTC) de 1 de outubro, o JTWC desclassificou Higos para uma depressão tropical enquanto o sistema seguia para noroeste. Após cruzar o Mar da China Meridional praticamente invariável, Higos fez seu segundo landfall por volta das 18:00 (UTC) de 3 de outubro na ilha de Hainan, sul da China, com ventos de até 45 km/h, segundo o JTWC. Durante a meia-noite de 4 de outubro, a AMJ também desclassificou Higos para uma depressão tropical e emitiu seu aviso final sobre o sistema. Seguindo para norte através de uma brecha da alta subtropical, Higos finalmente atingiu a costa da província chinesa de Guangdong, a oeste-sudoeste de Hong Kong. Com isso, o sistema se degenerou para uma área de baixa pressão remanescente e o JTWC emitiu seu aviso final sobre o sistema durante a manhã (UTC) de 4 de outubro. O sistema remanescente de Higos começou a seguir para leste-nordeste assim que um cavado de médias latitudes se aproximou da região. Após cruzar a província de Guangdong, o sistema voltou para o mar, mas não foi capaz de voltar a se organizar devido ao fortíssimo cisalhamento do vento atuante na região, e se dissipou completamente durante o início da noite (UTC) de 6 de outubro.

## Preparativos e impactos
Higos não causou danos extensivos nas Filipinas ou na China. Em ambos os países, apenas os sistemas de transporte aéreos e terrestres ficaram paralisados durante a passagem do sistema. Há apenas relatos de pequenos incidentes associados à tempestade. Nenhum dano sério ou fatalidade foi registrada devido aos efeitos de Higos nas Filipinas e na China, incluindo Hong Kong e Macau.